# ヒカリギフト
「ヒカリギフト」は、戸松遥の楽曲。古屋真が作詞、黒光雄輝が作曲を手掛けた。戸松の12枚目のシングルとして2014年1月15日にMusicRay'nから発売された。

## 音楽性
夏をイメージした前作「PACHI PACHI PARTY」とは対照的に、今作では「ザ・冬」的な心温まる大人っぽい曲に仕上がっている。タイトルについて戸松は「ふんわりした優しい光が自分の周りに漂っている」と述べている。主観で歌った前作までと違い、今作は戸松がメルヘン的な世界観を朗読する客観的な内容になっており、戸松曰く「絵本を読んでもらっているような」気持ちになるという。
実はテーマが冬になることは大分前から知っていたが、歌詞とメロディーを聴いたことで当作のイメージが変わる衝撃を受けたという。そのためレコーディングの合間にPVとジャケット写真のテーマをスタッフと相談して「絵本のような世界」にして欲しいということを伝えたという。
PVでは語り部とメルヘン的な女の子の2種類を演じきっている。撮影はデビュー時に使用された場所で行われたが、当時はふわっとした表情が上手くいかず苦労した。しかし今作の室内風のシーンではシチュエーションや表現が違うため表情に関しては自信があったため楽しめたという。

## シングルリリース
2014年1月15日にMusicRay'nから発売された。戸松のシングルとしては前作「PACHI PACHI PARTY」から半年ぶりのリリースとなる。
初回生産限定盤（SMCL-317/8）と通常盤（SMCL-319）の2種リリースで、初回限定盤には本曲のPVやTVスポットを収録したDVDが同梱されている。ちなみにジャケットはキラキラ感に温かさを合わせた内容になっている
2曲目「Get you!!」は、アップテンポでパワフルな曲。レコーディングはリズム、コーラス、ハモリなど歌う際に考慮しなければいけない箇所が複数あるためかなり苦労したという。

## シングル収録内容
| #         | タイトル                         | 作詞        | 作曲      | 編曲       | 時間  |
| --------- | -------------------------------- | ----------- | --------- | ---------- | ----- |
| 1.        | 「ヒカリギフト」                 | 古屋真      | 黒光雄輝  | 古川貴浩   | 5:27  |
| 2.        | 「Get you!!」                    | yumeiroecho | 倉内達也  | 福田真一朗 | 4:03  |
| 3.        | 「ヒカリギフト（Instrumental）」 |             |           |            | 5:25  |
| 合計時間: | 合計時間:                        | 合計時間:   | 合計時間: | 合計時間:  | 14:57 |

| #  | タイトル                              | 作詞 | 作曲・編曲 |
| -- | ------------------------------------- | ---- | ---------- |
| 1. | 「ヒカリギフト」(Music Clip)          |      |            |
| 2. | 「ヒカリギフト」(TV Spot 15sec+30sec) |      |            |

## チャート
| チャート（2014年）                | 最高位 |
| --------------------------------- | ------ |
| オリコン週間                      | 11     |
| Billboard JAPAN Hot 100           | 82     |
| Billboard JAPAN Hot Singles Sales | 10     |
| Billboard JAPAN Hot Animation     | 8      |
| サウンドスキャンジャパン          | 8      |

## 収録アルバム
| 曲名         | 収録アルバム        | 発売日        | 備考                  |
| ------------ | ------------------- | ------------- | --------------------- |
| ヒカリギフト | 『Harukarisk*Land』 | 2015年3月18日 | 3rdオリジナルアルバム |
| Get you!!    | 『Harukarisk*Land』 | 2015年3月18日 | 3rdオリジナルアルバム |